# Gouzon
Gouzon is een gemeente in het Franse departement Creuse (regio Nouvelle-Aquitaine). De gemeente telde 1.565 inwoners op 1 januari 2022. De plaats maakt deel uit van het arrondissement Guéret.
De kerk Saint-Martin van Gouzon is gebouwd in de 13e eeuw en is een historisch monument.

## Geschiedenis
In 1279 verleende baron Guy de Gouzon stadsrechten aan Gouzon. Deze werden in 1337 bevestigd door Louis de Bourbon, hertog van Bourbonnais. De ommuurde stad Gouzon en haar onmiddellijke omgeving vormden immers een exclave van Bourbonnais, geklemd tussen Combraille en het graafschap La Marche.
In 1972 fuseerden de voormalige gemeenten Gouzougnat en Les Forges met Gouzon.

## Geografie
De oppervlakte van Gouzon bedroeg op 1 januari 2022 50,03 vierkante kilometer; de bevolkingsdichtheid was toen 31,3 inwoners per km².
De gemeente is relatief vlak en wordt doorkruist door de Voueize, een zijrivier van de Tardes.
De onderstaande kaart toont de ligging van Gouzon met de belangrijkste infrastructuur en aangrenzende gemeenten.

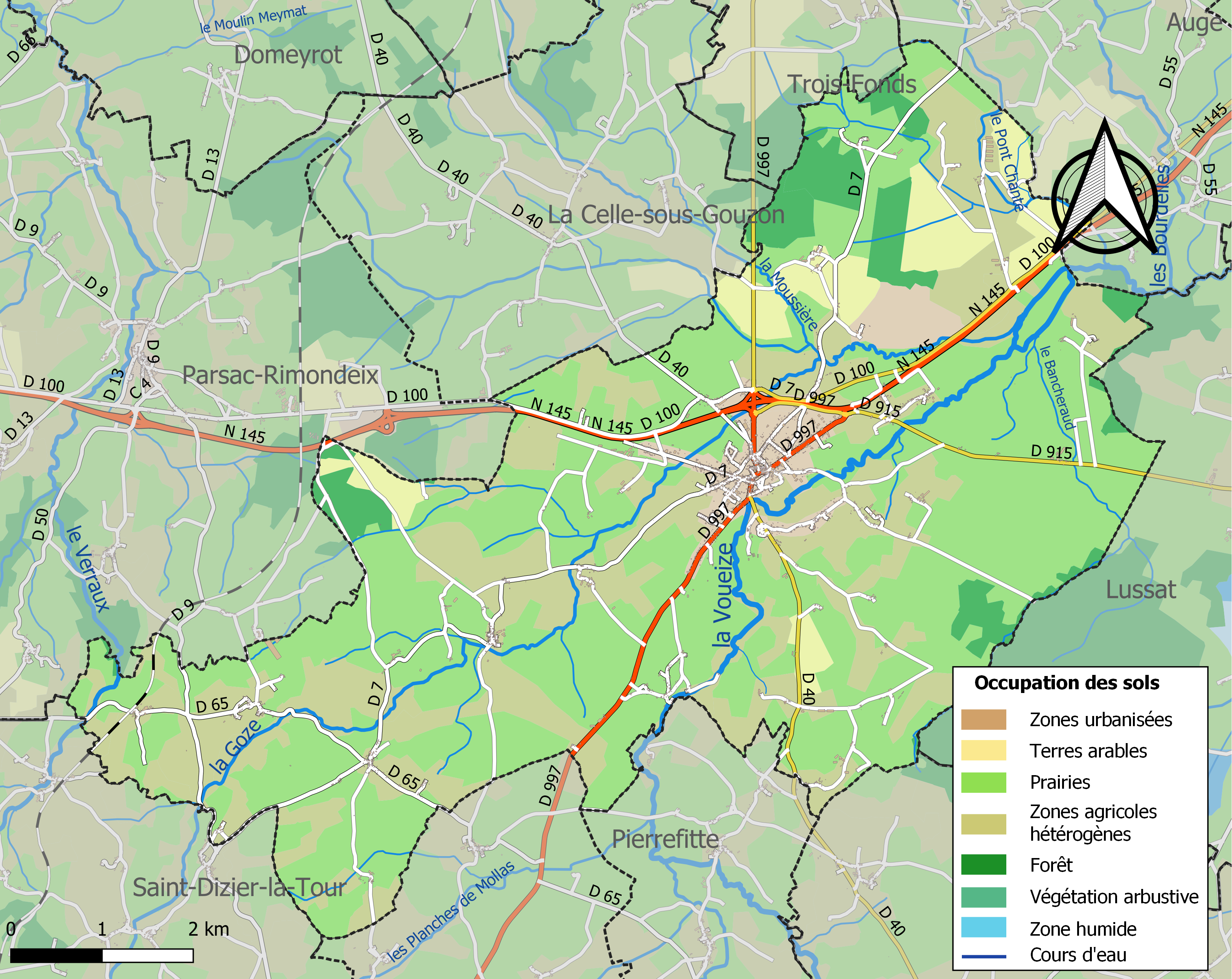

## Verkeer
De spoorweghalte Parsac-Gouzon ligt in de aanpalende gemeente Parsac-Rimondeix.

## Demografie
In 1833 telde de gemeente 1415 inwoners. In 1906 waren dit 1692 inwoners. Daarna begon de bevolking van Gouzon te krimpen.
Onderstaande figuur toont het verloop van het inwonertal (bron: INSEE-tellingen).